# Kirchham (Bavière)
Pour les articles homonymes, voir Kirchham.
Kirchham est une commune de Bavière (Allemagne), située dans l'arrondissement de Passau, dans le district de Basse-Bavière.